# 趙孟豪
趙孟豪（1518年—？），字汝興，號南華，廣西桂林府全州人，民籍，明朝政治人物。

## 生平
嘉靖十九年庚子科广西乡试第五名舉人，三十五年（1556年）丙辰科会试二百九十二名，三甲九十九名進士。都察院观政，授浙江太平县知县，三十八年升南京刑部主事，四十年升郎中，四十一年升广东佥事，四十四年调貴州按察司僉事，以病乞歸。有《瑞芝軒集合刻》。卒祀鄉賢。

## 家族
曾祖趙瑢；祖父趙冕，散官；父趙希尹，典膳。母廖氏。兄孟賢（生员）、弟孟傑（省祭）、孟材（生员）、孟拯、孟彦、孟哲。